# Aegokeras
Aegokeras – rodzaj roślin z rodziny selerowatych (Apiaceae). Jest to takson monotypowy obejmujący tylko gatunek Aegokeras caespitosa (Sibth. & Sm.) Raf. będący endemitem w Turcji.